# Marina Timofeevna Semënova
Marina Timofeevna Semёnova (in russo Марина Тимофеевна Семёнова?; San Pietroburgo, 12 giugno 1908 – Mosca, 8 giugno 2010) è stata una ballerina russa.

## Biografia
Marina Semёnova nacque a San Pietroburgo nel 1908, fu la prima ballerina di un certo rilievo formata da Agrippina Vaganova e si laureò in danza classica nel 1925 all'Accademia di Ballo Vaganova che fu "ricordato negli annali come l'anno del trionfo senza precedenti di Marina Semёnova". 
Parla della Semёnova Majja Michajlovna Pliseckaja con queste parole:
(Majja Michajlovna Pliseckaja)
Fino al 1930 lavorò per il balletto Kirov, poi nel 1930 fu trasferita da Stalin al Teatro Bol'šoj, sposò poi Lev Karachan, vice ministro degli esteri e ambasciatore in Cina, Polonia e Turchia, condannato poi a morte nel 1937 durante le Grandi Purghe.
Semёnova fu ospite del Balletto dell'Opéra di Parigi nel 1935 dove danzò nel Giselle di Théophile Gautier con Serge Lifar; al suo tour all'estero si oppose il maresciallo Vorošilov che scrisse anche una lettera a Stalin.
Nel 1941 ricevette il Premio Stalin e nel 1952 si ritirò dalle scene, ma continuò ad insegnare il balletto classico, sempre al Teatro Bol'šoj di Mosca, fino al 2004, quando aveva raggiunto un'età di 96 anni.
Negli ultimi anni strinse una profonda amicizia con il ballerino armeno Nikolaj Tsiskaridze che la intervistò alcune volte.
Nel 2008 il Teatro Bol'šoj celebrò il suo centenario; Marina Semёnova morì nella sua casa di Mosca a 101 anni d'età, a soli 4 giorni dal 102º compleanno.